# 勝本正實
勝本正實（かつもと まさみ、1950年-）は日本の牧師、神学校教師、著作家。

## 経歴
熊本県生まれ、1967年EHCトラクトによって教会に行くようになり受洗する。聖契神学校卒業。立正大学仏教学部（日蓮宗）卒業、僧侶課程修了、佛教大学で仏教学（浄土宗）を専攻。神道宗教学会に加入。熊本で1977年より牧会活動、1990年から、千葉県流山市で開拓伝道して、初石聖書教会を設立。1996年より、聖契神学校講師（比較宗教学）を担当。

## 著書
- 『日本の宗教行事にどう対応するか』
- 『日本人の「心」に福音をどう伝えるか』
- 『日本人の生活習慣とキリスト教』
- 『知っておきたい 日本の宗教とキリスト教』
- 『障害者と共に生きる教会をめざして